# Route nationale 38 (Luxemburg)
Die Route nationale 38 oder N 38 ist eine sehr kurze Nationalstraße, die bei Düdelingen im Kanton Esch/Alzette verläuft.

## Aktueller Verlauf (Stand 2. Oktober 2023)
Sie fungiert als Zufahrtsrampe zwischen der CR 161 und der Autoroute 13 (Einfahrt Düdelingen-Burange Nr. 3 in Fahrtrichtung Luxemburg-Stadt) und weist deshalb auch nur eine Länge von 300 Meter auf.